# Byturus affinis
Byturus affinis is een keversoort uit de familie frambozenkevers (Byturidae). De wetenschappelijke naam van de soort is voor het eerst geldig gepubliceerd in 1874 door Reitter.